# أشباه الثدييات
أشباه الثدييات (الاسم العلمي:Mammaliamorpha) هي أصنوفة عليا من الحيوانات كلبية الأسنان وحشية الوجه تحتوي على جميع المتحدرين من ثدييات الشكل والطريتلودنات (ذوات الأسنان ثلاثية الحدبات) كسلف مشترك أخير. ومسننات البرازيل تنتمي إلى هذا الفرع الحيوي أيضاً. ظهرت هذه الحيوانات في أوائل العصر الثلاثي.